# Посадка з непрацюючим двигуном
Посадка з непрацюючим двигуном — аварійна посадка повітряного судна, всі двигуни якого вимкнені або з інших причин не дають потрібної для польоту сили тяги.
Усі літальні апарати з нерухомим крилом мають певну здатність планерувати без допомоги, тобто вони не падають прямо вниз, а втрачають висоту поступово. Наприклад, Boeing 747-200 при глісаді 15 теоретично може подолати 150 кілометрів, планеруючи з крейсерскої висоти 10 000 метрів. Після втрати потужності двигуна мета пілота полягає в тому, щоб підтримувати безпечну швидкість польоту та довести літак до найбільш підходящої точки посадки, а потім приземлитися з найменшими можливими пошкодженнями.
В англійській мові таке приземлення називають «deadstick (або dead-stick) landing» (дослівно «приземлення з мертвою палицею»). Така фраза виникла у Королівських Британських ВПС у часи Першої світової війни; припускають, що під «мертвою палицею» мали на увазі пропелер, від якого не було ніякої користі у випадку відмови двигуна (у ті часи пропелери виготовляли з дерева).
Для гелікоптерів також можлива посадка з непрацюючим двигуном завдяки авторотації, коли пропелер під час зниження продовжує вільно обертатися, таким чином створюючи підйомну силу.

## Примітні випадки
Ничже наведено кілька прикладів, коли великі реактивні авіалайнери успішно приземлялися з непрацюючим двигуном. Як видно по деяких прикладах нижче, у пресі посадкам в таких небезпечних умовах, які обійшлися без жертв, дають назву «Диво», а літаки, що здійснили таку посадку, отримують жартівливе прізвисько «планер» (в обох випадках зазвичай з додаванням георгафічної назви місця інциденту).
- Аварія рейсу 366 Аерофлоту[en] («Диво на Неві»). 21 серпня 1963 року літак Ту-124 слідував з Талліна до Москви. Після злету виявилося, що носову стійку шасі заклинило у наполовину втягнутому положенні. Через раптовий туман приземлятися до Талліна було небезпечно, і літак перенаправили в Ленінград. Перед небезпечною посадкою, яку довелося б здійснювати з напівприбраним шасі, літак зробив коло, щоб скинути паливо, але пілоти, відволікаючись на спроби все ж випустити шасі, не розрахували час, і паливо закінчилося надто рано. Планеруючи з висоти 500—600 м, літак успішно приводнився у річку Нева. Ніхто не постраждав, але літак затонув, і його довелося списати.
- Інцидент з Boeing 767 над Манітобою. 23 липня 1983: у Boeing 767 авіакомпанії Air Canada на шляху з Оттави в Едмонтон закінчилося пальне через неправильно введену до бортового комп'ютера інформацію. Літак не мав достатньої дальності планерування, щоб дістатися Вінніпегу, але екіпаж зумів успішно посадити його на колишньому аеродромі в Гімлі, на якому тепер проводилися автомобільні перегони (пілот не знав, що аеродром більше не працює). Під час приземлення зламалося переднє шасі, і літак торкнувся ЗПС носом, але саме ця аварія запобігла серйозній катастрофі: літак, «гальмуючи» носом, не доїхав до натовпу глядачів. Ні на борту, ні на землі ніхто не постраждав. Літак, що отримав прізвисько «Планер з Гімлі», відремонтували та повернули до експлуатації[2].
- Інцидент з Boeing 737 у Новому Орлеані (1988)[en]. 24 травня 1988 року Boeing 737-300 авіакомпанії TACA International Airlines[en] з Беліз-Сіті до Нового Орлеана потрапив у грозу. На обох двигунах стався зрив полум'я через заковтування води і градин, і відновити їх роботу не вдалося. Літак здійснив вдалу посадку на дамбу біля виробничого комплексу Michoud Assembly Facility[3]. Ніхто не постраждав, літаку на місці замінили двигуни і залили паливо, після чого він успішно злетів з автотраси поблизу і прибув до Нового Орлеана для більш ретельного ремонту[4].
- Аварія MD-81 у Готтрері[en] («Різдвяне диво»). 27 грудня 1991 року у літака McDonnell Douglas MD-81 рейсу 751 Scandinavian Airlines, що летів зі Стокгольма у Копенгаген, на висоті 980 м відмовили обидва двигуни, у які потрапив лід, що намерз на крилах. Пілоти спланерували на поле з деревами, літак зламав крило об дерево, вдарився хвостом об землю, проїхав близько 100 м, після чого втратив носове шасі та розвалився на три частини. Зі 129 людей на борту 92 отримали поранення (8 серйозних), але ніхто не загинув[5].
- Інцидент з A310 у Відні (2000)[en]. 12 липня 2000 Airbus A310 рейсу 3378 авіакомпанії Hapag-Lloyd Flug[en] прямував з Криту до Ганновера. У польоті було виявлено, що переднє шасі не втягується. Екіпаж вирішив посадити літак у Мюнхені, але не врахував, що через неприбране шасі аеродинамічний опір буде більшим, і паливо закінчиться раніше. Коли помилку виявили, літак довелося приземлити у Відні, на момент посадки палива вже не було, і літак планерував. Ніхто не постраждав (26 пасажирів отримали легкі травми, але вже під час евакуації аварійними надувними трапами[en]). Літак довелося списати.
- Інцидент з A330 над Атлантичним океаном. 24 серпня 2001 на Airbus A330 авіакомпанії Air Transat під час польоту з Торонто до Лісабона над Північною Атлантикою через витік з паливної системи закінчилося пальне. Внаслідок зупинки двигунів зупинилися й основні електрогенератори, що призвело до знеструмлення, серед іншого, гідравлічної системи. Планеруючи з висоти близько 10600 м, літак пройшов 121 кілометр, що є рекордною відстанню, і здійснив посадку на військовій авіабазі Лажеш на Азорських островах. При приземленні через непрацюючу гідравличну систему колеса літака лишилися заблокованими, внаслідок чого стерлися до цапф. Ніхто не загинув, 16 людей на борту отримали травми (2 — серйозні). Літак, що одержав прізвисько «Азорський планер», відремонтували та повернули до експлуатації. Крім рекорду планерування, ця історія також є рекордною по кількості збережених життів: на борту літака знаходилося 306 людей, і всі вони вціліли[1].
- Аварія рейсу 1549 авіакомпанії US Airways («Диво на Гудзоні») 15 січня 2009 у літака Airbus A320, який прямував з Нью-Йорку до Шарлотти, штат Північна Кароліна, відмовили обидва двигуни після зіткнення зі зграєю гусей під час злету. Планеруючи з висоти приблизно 930 м, літак успішно приземлили в річку Гудзон поблизу Мангеттена. Зі 155 людей на борту 100 отримали поранення (з них 5 серйозні), більшість постраждали від переохолодження під час евакуації з літака, але ніхто не загинув. Літак довелося списати.
- Аварійна посадка A321 під Жуковським[en] («Кукурудзяне диво»). 15 серпня 2019 року Airbus A321 рейсу 178 авіакомпанії «Уральскіє авіалініі», що прямував за маршрутом Москва — Сімферополь, незабаром після злету зазнав зіткнення зі зграєю чайок, всмоктавши птахів обома двигунами, внаслідок чого один двигун вийшов з ладу повністю, а другий давав недостатньо підйомної сили для продовження польоту. При спробі повернутися до аеропорту літак приземлився на кукурудзяному полі за 5 кілометрів від нього. Слід зазначити, що на момент приземлення обидва двигуни не були дійсно вимкнені, хоча підйомної сили не давали, і літак фактично планерував (двигуни вимкнулися вже на землі, коли в них потрапила велика кількість землі). Розслідування показало, що пілоти насправді не планували аварійної посадки і намагалися дістатися аеропорту, а посадка в полі сталася випадково через їхні хаотичні дії та пройшла вдало лише завдяки щасливому збігу обставин. Ніхто не загинув, 74 з 233 людей на борту отримали незначні травми. Літак довелося списати.
- Аварійна посадка A320 в Новосибірській області. 12 вересня 2023 року на літаку Airbus A320-214 авіакомпанії «Уральскіє авіалініі» під час польоту Сочі до Омська перед приземленням виявили несправність гідравлічної системи. Побоюючись, що ця неполадка вплине на гальма, і довжини ЗПС в омському аеропорту не вистачить для вчасної зупинки, пілоти вирішили не сідати в Омську і летіти до аеропорту в Новосибірську, який має довшу ЗПС. Однак дверцята шасі залишилися відкритими через ту ж несправність гідравліки, що в сукупності з сильним зустрічним вітром призвело до збільшення витрати палива. Коли паливо закінчилося, літак вдалося посадити на пшеничному полі поблизу дєрєвні Каменка. На борту ніхто не постраждав, кілька людей отримали незначні травми. Літак було втрачено: спочатку планували, що він злетить з поля, потім розібрали по частинах, щоб доставити до аеропорту і знову зібрати, але врешті вирішили використати ці деталі для ремонту інших літаків.